# Municipio de Sharpes
El municipio de Sharpes (en inglés: Sharpes Township) es un municipio ubicado en el  condado de Alexander en el estado estadounidense de Carolina del Norte. En el año 2010 tenía una población de 5.154 habitantes.

## Geografía
El municipio de Sharpes se encuentra ubicado en las coordenadas 35°54′2.48″N 81°4′55.29″O / 35.9006889, -81.0820250.